# بيئة مكروية للورم

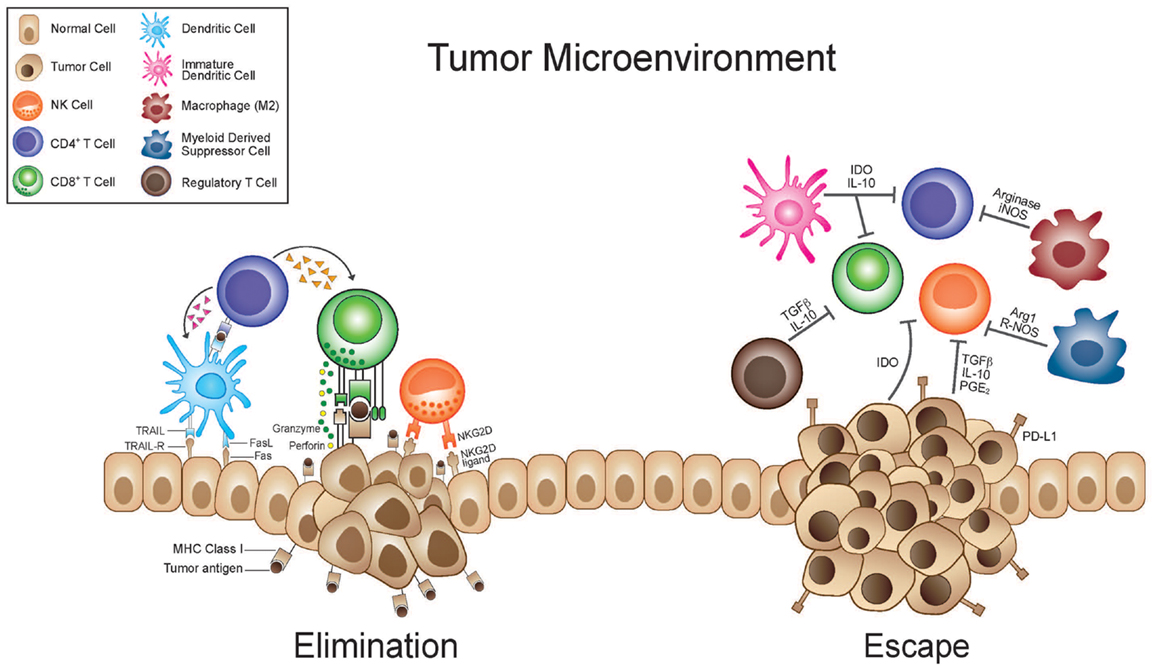
تحدد عوامل عديدة ما إذا كانت الخلايا السرطانية سيُقضى عليها بواسطة جهاز المناعة أم تتمكن من تجنب اكتشافه لها.

البيئة المكروية للورم أو بيئة الورم المكروية (بالإنجليزية: Tumor microenvironment)‏ هي البيئة المحيطة بورم، وتشمل: الأوعية الدموية، الخلايا المناعية، الجزيئات المؤشرة والمطرس خارج الخلوي المحيطين بالورم. الورم والبيئة الميكروية المحيطة به متصلان اتصالا وثيقا ويتآثران باستمرار. تؤثر الأورام على البيئة المحيطية بإفراز إشارات خارج خلوية تعزز توليد الأعية للورم وتُحدث التحمل المناعي المحيطي، بينما بمقدور الخلايا المناعية في البيئة المكروية التأثير على نمو وتطور الخلايا السرطانية.

## الجهاز الوعائي
حوالي 80–90% من السرطان هي كرسينومات أو سرطانات تشكلت من نسيج ظهاري. وهذا النسيج غير مزود بالأوعية الدموية وهو ما يمنع الأورام من النمو أكثر من 2 ملم في القطر من دون استحداث أوعية دموية جديدة. ينظم تولد الأوعية بالزيادة لتغذية الخلايا السرطانية، ونتيجة لذلك تختلف الجملة الوعائية المتشكلة عن نظيرتها في النسيج الطبيعي.

### تأثير النفاذية والاحتفاظ المحسَّنين
تأثير النفاذية والاحتفاظ المحسنين [الإنجليزية] هو ملاحظة أن الجملة الوعائية الخاصة بالورم غالبا ما تكون مسرِّبة وتُراكم الجزيئات في تيار الدم بدرجة أكبر من النسيج الطبيعي. لا يُلاحظ هذا التأثير الالتهابي في الأورام وحسب، بل في المناطق ناقصة التأكسج من عضلة القلب بعد حدوث نوبة قلبية كذلك. يُعتقد أن سبب نفاذية هذه الجملة الوعائية يرجع لعدة عوامل منها: خلايا حولية غير كافية والتكون الخاطئ للغشاء القاعدي.

### نقص التأكسج

نسيج الورم والمطرس خارج الخلوي في بيئة ناقصة التأكسج.

غالبا ما تكون بيئة الورم المكروية ناقصة التأكسج، ومع زيادة كتلة الورم، يزيد بعد الجزء الداخلي للورم عن المصدر المزود بالدم. رغم أن تولد الأوعية يخفض من تأثير نقص التأكسج، إلا أن الضغط الجزئي للأكسجين يكون أقل من 5 ملم زئبقي (الضغط الجزئي للأكسجين الخاص بالأوردة الدموية هو 40 ملم زئبقي) لدى أزيد من 50% من الأورام الصلبة المتقدمة موضعيا. تؤدي البيئة ناقصة التأكسج إلى عدم استقرار جيني عبر تنظيم بالإنقاص لآليات ترميم الدنا مثل: مساري ترميم استئصال النوكليوتيد وترميم الدنا غير المتطابق. يسبب نقص التأكسج كذلك زيادة التعبير عن العامل المحدث بنقص التأكسج 1α [الإنجليزية]‏ (HIF1-α) الذي يُحدث تولد الأوعية وهو مرتبط بمآل أسوء، كما ينشط الجينات المرتبطة بالانبثاث، ما يؤدي -على سبيل المثال- إلى زيادة هجرة الخلايا السرطانية وإعادة ترتيب المطرس خارج الخلوي.
في حين أن عوز الأكسجين يمكن أن يسبب تحلل الجلوكوز في الخلايا، بعض الخلايا اللورمية تقوم بتحلل السكر الهوائي [الإنجليزية] وفيه يتم إنتاج حمض اللبنيك من الغلوكوز بشكل تفضيلي حتى مع توفر الأكسجينن ويسمى ذلك تأثير واربورغ. ومهما كان السبب، يجعل ذلك البيئة المكروية خارج الخلوية حمضية (الأس الهيدروجيني 6.5–6.9) بينما تبقى الخلايا السرطانية محايدة (الأس الهيدروجيني 7.2–7.4). تم إثبات أن هذه البيئة الحمضية للمطرس خارج الخلوي تحث على هجرة الخلايا سواء حيويا أو مخبريا، وربما تعزز تفكيك وهدم المطرس خارج الخلوي.